# هری بدفورد
هری بدفورد (به انگلیسی: Harry Bedford) بازیکن فوتبال زادهٔ ۱۵ اکتبر ۱۸۹۹ اهل کشور انگلستان که سابقهٔ بازی در تیم ملی فوتبال انگلستان را در کارنامهٔ خود دارد. وی در تاریخ ۲۱ مه ۱۹۲۳ نخستین بازی ملی خود را در مقابل تیم ملی فوتبال سوئد انجام داد و با حضور در ۲ بازی ملی، در تاریخ ۲۲ اکتبر ۱۹۲۴ واپسین بازی ملی‌اش را در برابر تیم ملی فوتبال ایرلند شمالی برگزار کرد.
این بازیکن توانسته در بازی‌های ملی، ۱ گل به ثمر برساند.